# 全渓大院君
全渓大院君（ぜんけいだいいんくん、チョンゲデウォングン、전계대원군、乾隆50年3月21日（1785年4月29日） - 道光21年11月2日（1841年12月14日））は、恩彦君（思悼世子の庶長子）の七男そして庶子で、李氏朝鮮第25代国王哲宗の実父。名は㼅（グァン、광）、初名は快得（쾌득）・海東（해동）。字は昌康（창강）。生前彼は王族として扱われなかった。彼の爵号は三男の哲宗が即位した後に追叙されたものである。

## 生涯
彼の生母全山郡夫人李氏は李徳喜の娘であるが、恩彦君の本妻ではなく妾の一人であった。全渓大院君は恩彦君の庶子であり、朝鮮王朝実録と承政院日記にはなかった。京畿道金浦市通津邑馬松里で全山郡夫人李氏の墓地は1970年代以降に発見された。全山郡夫人李氏の墓石扉は金汶根が書いた。全渓大院君は全山郡夫人李氏の次男であり、全山郡夫人李氏が生んだ最初の息子は幼い頃に早世した。
彼の初期の行跡と活動の記録と恩彦君家族の記録は哲宗の時と高宗の時代に大量に洗草と隠滅・墨塗りが行われ削除された。1822年に純祖の命で一時釈放され、1830年に純祖により再び一時釈放され、1831年に漢城に行った。
彼は恩彦君の庶子であったため爵位がなかったが、1849年彼に三男の李元範（哲宗）の即位に伴い全渓君に追尊され、数日後に全渓大院君と追尊された。夫人は完陽府大夫人崔氏と龍城府大夫人廉氏（哲宗の生母）。廉氏がもうけた哲宗のほか、崔氏がもうけた長男の懐平君李元慶（1827年 - 1844年）と、次男の永平君李元羲（後に李昱・李景応と改名、1828年 - 1902年）がいる。墓は京畿道抱川市仙壇洞276-1にある（抱川市郷土遺跡第1号）。
最初は楊州郡神穴面真寛里（現在でソウル特別市恩平区津寛外洞山78-1番地）恩彦君墓所があった場所の亥坐方向に埋葬されたが、のちに驪州に移葬され、さらに抱川に再び移葬された。彼の爵号は庶子の李元範が哲宗に即位した後1849年6月17日追叙され、さらに大院君に追叙された。
彼の長男の懐平君李元慶は1844年8月〜9月に反乱の指導者と目されて処刑され、彼の家督継承は彼の妾李氏夫人が産んだ永平君李元羲が継承した。

## 家族
- 父：恩彦君（1754年 - 1801年）
- 母：全山郡夫人李氏（1764年 - 1819年）
  - 兄：夭折
  - 異母兄：常渓君李湛（1770年 - 1786年）
  - 異母兄：李成得（1775年 - 1817年）
- 妻：完陽府大夫人崔氏（1804年 - 1840年）
  - 長男：懐平君李明（1827年 - 1844年）
- 妾：龍城府大夫人廉氏（1793年 - 1834年）
  - 庶子：徳完君李昪（1831年 - 1864年） - 第25代国王哲宗
  - 嫁：哲仁王后金氏（1837年 - 1878年）
- 妾：李氏
  - 庶子：永平君李景応（1828年 - 1902年）
  - 嫁：貞敬夫人平山申氏（1832年 - 1857年）
  - 嫁：貞敬夫人清道金氏（1839年 - 1921年）

## 系図
全渓大院君の親類・近親・祖先の詳細
```
荘献世子
（荘祖） ━┳
懿昭世孫

                   ┃ 
                   ┣22代
正祖
━23代
純祖
━━━
孝明世子
（翼宗）━24代
憲宗
 
                   ┃ 
 　　　　       　 ┣
恩彦君
━━
全渓大院君
━━25代
哲宗
 
  　　　　         ┃ 
  　　　　         ┣恩信君＝＝
南延君
（養子）━
興宣大院君
━━━26代
高宗

  　　　　         ┃
  　　　　         ┗
恩全君
```

## 参考資料
- 전계대원군묘:디지털포천문화대전 （朝鮮語）
- ko:전계대원군 묘 및 신도비
- 전계대원군 신도비 금석문、漢字を朝鮮語で翻訳本、（朝鮮語）
- 全渓大院君墓の神道碑拓本、韓国学中央研究院蔵書閣の所蔵本、（朝鮮語）